# Juana Borrero
Juana Borrero (La Habana, 18 de mayo de 1877 - Cayo Hueso, 9 de marzo de 1896) fue una poetisa modernista y ocasional pintora cubana.   

## Síntesis biográfica
Nació en el reparto Santos Suárez n.º 15, en la ciudad de La Habana (capitanía general de Cuba; colonia española). 
Se destacó en la poesía y la pintura. Aunque es poca su producción pictórica, forma parte importante de la etapa del academicismo en la pintura cubana. Los pilluelos y Las niñas están expuestos en el Museo Nacional de Bellas Artes de Cuba. También son muy conocidos otros dos óleos; Doña Crucecita y el Señor de la tabaquera.  
Como poetisa, fue considerada una niña prodigio. Su padre, Esteban Borrero, fue un poeta y escritor de cuentos; su hermana, Dulce María Borrero, se destacó en poesía y prosa. Por consiguiente, Juana creció en una atmósfera artística y literaria, en medio de reuniones y círculos literarios al cual concurrían otros escritores como Carlos y Federico Uhrbach, así como Julián del Casal.
En su juventud, Juana tomó lecciones de pintura, primero con Dolores Desvernine, y posteriormente (en 1886), en la famosa Academia de Bellas Artes de San Alejandro, en La Habana. También estudió con Armando Menocal, uno de los pintores cubanos más sobresalientes del siglo XIX.
En 1892, Juana acompañó a su padre a Nueva York, donde se encontró con José Martí quien organizó una velada en su honor en Chickering Hall. Retornó a Cuba el año siguiente.
Sus poemas aparecieron en la antología Grupo de familia, poesías de los Borrero, publicada en 1895, el mismo año en que apareció el único libro de poesía que ella publicaría: Rimas. Los poemas de Juana también fueron publicados en La Habana Elegante, Gris y Azul y el Fígaro.
Además de valiosas pinturas y dibujos que le sobrevivieron, dejó un extenso epistolario el cual fue publicado en La Habana, en dos volúmenes, entre 1966 y 1967. Estas cartas tuvieron su origen en la relación romántica entre Juana Borrero y Carlos Pío Uhrbach, la cual, debido a la oposición de Esteban, el padre de Juana, tuvo que ser llevada a cabo a través de un intercambio epistolar secreto.
En 1895, debido a que su padre, Esteban Borrero, se hallaba involucrado con la causa independentista, los Borrero se vieron forzados a emigrar a Estados Unidos, al vecino Cayo Hueso
Gravemente enferma de fiebre tifoidea y sin fuerzas para escribir, ella dictó los versos de su Última rima, la cual se convertiría de hecho en su último poema.
Juana Borrero falleció el 9 de marzo de 1896, a los 18 años.
Borrero es, por derecho propio, una de las figuras más fascinantes del modernismo hispano-Americano. Si ella no ha tenido todo el reconocimiento que se merece, solo se debe a que sus obras no han sido publicadas fuera de Cuba hasta ahora. Particularmente las cartas, pero también los poemas de Juana Borrero, constituyen una lectura esencial para todos aquellos interesados en el modernismo hispanoamericano. Estas obras seguramente se convertirán en lectura obligada para todo aquel que trate de entender los trabajos de la subjetividad ―en especial, pero no solamente, en relación con las mujeres― durante el fin del siglo XIX.